# Історичний факультет Київського національного університету імені Тараса Шевченка
Історичний факультет КНУ імені Тараса Шевченка — підрозділ Київського національного університету імені Тараса Шевченка. Створений у 1834 році, разом із створенням університету, як історико-філологічне відділення філософського факультету. Розташовується у Червоному корпусі КНУ. Деканом факультету із 2014 року є Іван Патриляк.

## Історія
Київський національний університет було засновано як Імператорський університет Святого Володимира у 1834 році. Першим його факультетом став філософський, який складався із двох відділень — історико-філологічного та фізико-математичного. Одним із найвідоміших викладачів-істориків у перші роки існування університету був перший ректор, український науковець Михайло Максимович. У 1850 році історико-філологічне відділення отримало статус окремого факультету, його першим деканом став Іван Нейкірх.
Окремий історичний факультет було створено у 1933 році. Під час німецько-радянської війни де-факто існували два історичних факультети: у Києві, який перебував під нацистською окупацією із 1941 по 1943 роки, і в евакуації у Казахстані. Повноцінну роботу було відновлено у 1944 році, першим післявоєнним деканом став Юрій Білан.
У другій половині XX століття історичний факультет став одним із ключових центрів вивчення історії в Україні (з 1999 року — Київського національного університету). До відомих викладачів післявоєнного радянського періоду належали Андрій Буцик, Володимир Горшков, Кость Гуслистий, Карпо Джеджула, Володимир Замлинський, Віктор Жебокрицький, Юрій Кондуфор, Віктор Котов, Микола Петровський, Володимир Полурез, Лазар Славін, Василь Спицький та В'ячеслав Спецький.
Станом на 2024 рік на факультеті навчається близько 1000 студентів. Чинним деканом факультету є Іван Патриляк (із 2014 року).

## Структура
На історичному факультеті працює дев'ять кафедр:
- Кафедра археології та музеєзнавства
- Кафедра архівознавства та спеціальних галузей історичної науки
- Кафедра давньої та нової історії України
- Кафедра етнології та краєзнавства
- Кафедра історії мистецтв
- Кафедра історії Центральної та Східної Європи
- Кафедра історії стародавнього світу та середніх віків
- Кафедра нової та новітньої історії зарубіжних країн
- Кафедра історії світового українства